# Cydrela decidua
Cydrela decidua là một loài nhện trong họ Zodariidae.
Loài này thuộc chi Cydrela. Cydrela decidua được Pakawin Dankittipakul & Rudy Jocqué miêu tả năm 2006.